# Osvaldo Piro
Osvaldo Carlos Piro (Buenos Aires, 26 de diciembre de 1936 - La Falda, Cordoba 7 de agosto de 2025), fue un bandoneonista, director, arreglador y compositor argentino de tango.

## Estudios
Osvaldo Piro nació en el barrio La Paternal de la ciudad de Buenos Aires. Comenzó sus estudios de bandoneón a los 10 años con el profesor Félix Cordisco (tío del bandoneonísta Alfredo Cordisco, que también enseñaba piano). 
A los 11 años conformó el trío musical infantil OSMASI (Osvaldo, Mario y Simón). A los 12 años amplía sus estudios con el bandoneonista Domingo Mattio quien fuera integrante de la orquesta de Aníbal Troilo.
Estudió armonía con Pedro Rubione y Julio Nistal, y Filosofía de la música con Juan Francisco Giacobbe. A los 15 se integró ya en forma profesional a la orquesta de Ricardo Pedevilla.
Con 16 años se incorporó a la orquesta de Alfredo Gobbi, cuando en ella cantaban Jorge Maciel y Carlos Almada.  
Perteneció también por corto tiempo y simultáneamente a las orquestas de Víctor D´Armario, con Ángel D´Angostini y Celso Amato, entre otras. Retornó con Gobbi, con quien estuvo seis años. Luego, un año antes de formar su orquesta, integró la de Fulvio Salamanca (1964). 
Con su propia orquesta debutó el 16 de febrero de 1965, en el Patio de Tango.
Su orquesta estaba compuesta por: 
- Osvaldo Piro (dirección y primer bandoneón)
- Raúl Salvetti, Oscar Malvestitti y Alejandro Prevignano (bandoneones)
- Eduardo Salgado (solista)
- Mario Grossi y Ricardo Buonvincino (violines)
- Néstor Panik (viola)
- Enrique Gonzalez (violonchelo)
- Oscar Palermo (piano)
- Osvaldo Aulicino (bajo)

Con el sello discográfico "Alanicki" graba su primer L.P, que es presentado por Aníbal Troilo como padrino musical. En 1968, al terminar el contrato que lo ligaba a , graba para la compañía "Phillips" un disco llamado "Osvaldo Piro y su Orquesta". Las versiones que grabó para su sello anterior serían reeditadas años después por la compañía "Magenta". 
En 1969 disputó el GP de Turismo Nacional, sufriendo un accidente automovilístico junto a su navegante Raimundo Latorre, del que salieron con heridas leves.

## Premios
- 1965, Palma de Oro (Festival de la Falda, Córdoba).[7]
- 1966, Premio Martín Fierro (APTRA).[3]
- 1985, Premios Konex (Director de Orquesta Típica) y 1995 (Conjunto de Tango).[7]
- 1995, Ciudadano Ilustre de Buenos Aires.[7]